# Ernst Wilhelm Bernhard Eiselen

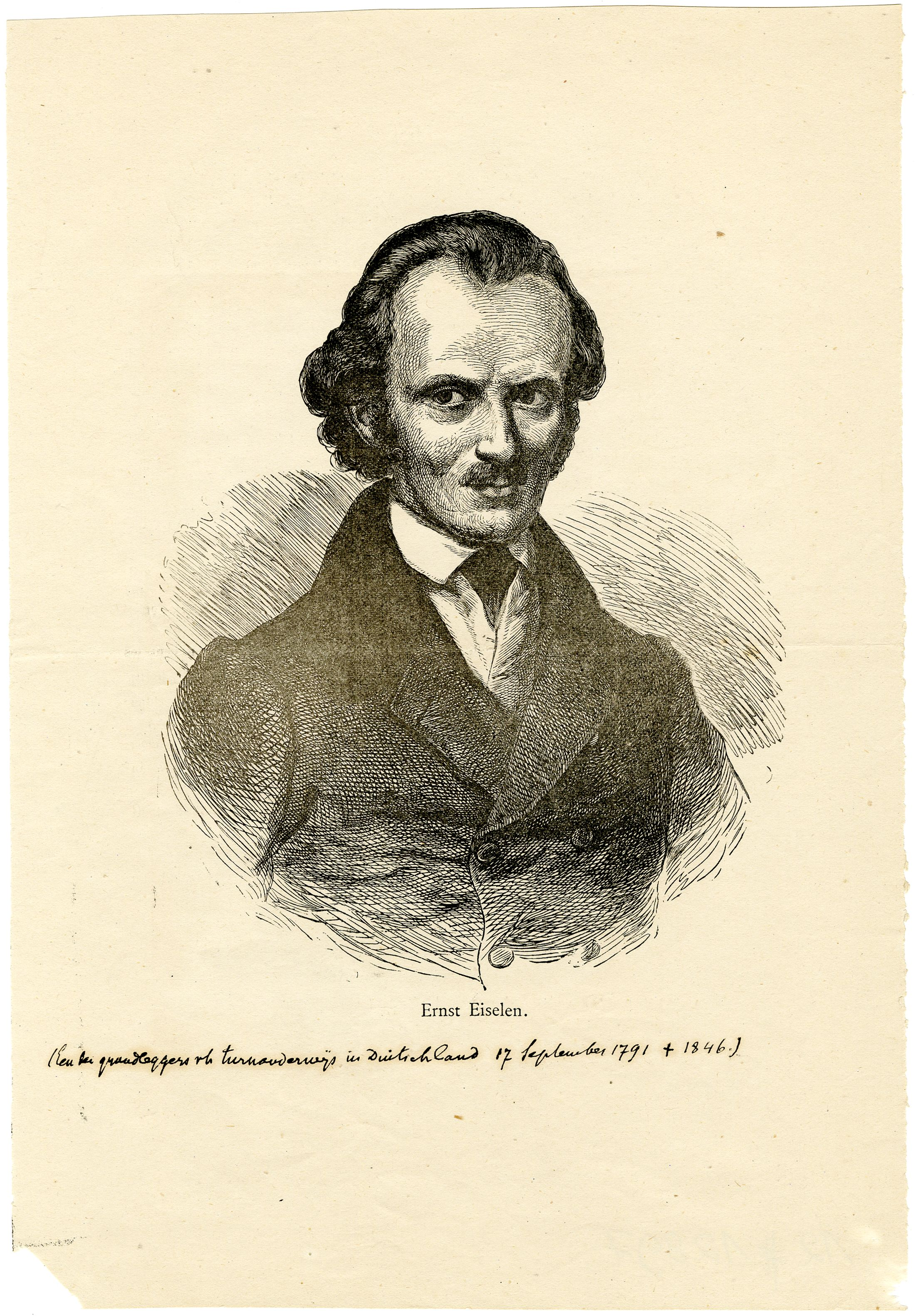
Ernst Eiselen

Ernst Wilhelm Bernhard Eiselen (* 27. September 1792 in Berlin; † 22. August 1846 in Misdroy) war ein Vertreter der Turnbewegung und Turnpädagoge.

## Leben
Eiselen war ein Sohn des Bergrats Johann Christoph Eiselen (1751–1816) und Bruder von Johann Friedrich Gottfried Eiselen. Er besuchte in Berlin das Gymnasium zum Grauen Kloster. Seine schwache Gesundheit hinderte ihn, sich seinem Wunsch gemäß dem Bergfach zu widmen, und zwang ihn im Frühjahr 1813, von seinem Versuch zurückzutreten, im Heer zu dienen.
Er übernahm dafür auf Veranlassung seines Lehrers Friedrich Ludwig Jahn die Leitung des jungen Berliner Turnplatzes.
Als 1819 die Turnplätze geschlossen werden mussten, ließ sich Eiselen zum Lehrer in Geschichte, Erdkunde und Mathematik ausbilden und unterrichtete im Plamannschen Institut. Er richtete dann 1825 selbst eine Turnanstalt in Berlin ein mit den Übungsmöglichkeiten in der Blumenstraße und Dorotheenstraße 31d Aus diesen Sportanstalten gingen zahlreiche später berühmt gewordene Schüler hervor.
Eiselen war Mitherausgeber der Deutschen Turnkunst sowie Turn- und Fechtlehrer auch in der Zeit der allgemeinen Turnsperre. Außerdem errichtete er 1832 die erste Mädchenturnanstalt.
Durch Eiselen wurde die deutsche Fechtterminologie eingeführt.
Sein früherer Gehilfe Moritz Böttcher, der später als Turnpädagoge in Görlitz bekannt wurde, heiratete in zweiter Ehe 1857 Eiselens Tochter Berta Johanna.

## Schriften (Auswahl)
- mit Friedrich Ludwig Jahn: Die deutsche Turnkunst, zur Einrichtung der Turnplätze dargestellt. (Berlin 1816) (Digitalisat und Volltext im Deutschen Textarchiv)
- Die Hantelübungen (2. Auflage, Berlin 1847)
- Turntafeln (Berlin 1837)
- Merkbüchlein für Anfänger im Turnen (Berlin 1838)
- Über Anlegung von Turnplätzen und Leitung von Turnübungen (Berlin 1844)
- Das deutsche Hiebfechten (Berlin 1818; neu bearbeitet von Böttcher und Karl Wilhelm Waßmannsdorff, Lahr 1882),
- Abriß des deutschen Stoßfechtens (Berlin 1826)
- als Herausgeber: Abbildungen von Turnübungen von Robolsky und Töppe (das. 1845, 3. Auflage 1867)

## Ehrung
In Berlin-Köpenick wurde 1942 der Eiselenweg nach ihm benannt.